# Vilar de Ferreiros
Vilar de Ferreiros es una freguesia portuguesa del concelho de Mondim de Basto, con 16,15 km² de superficie y 1.373 habitantes (2001). Su densidad de población es de 85,0 hab/km².